# Wahlenbergia annua
Wahlenbergia annua är en klockväxtart som först beskrevs av A.Dc., och fick sitt nu gällande namn av Mats Thulin. Wahlenbergia annua ingår i släktet Wahlenbergia och familjen klockväxter.
Artens utbredningsområde är Angola. Inga underarter finns listade i Catalogue of Life.